# Kelta betörések a Balkánon
A La Tène-kultúrához tartozó kelta népcsoportok már az i. e. 4. században megkezdték délkeleti irányú vándorlásukat a Balkán-félsziget felé, feltehetően a Közép-Dunántúlon található otthonukból. A legtöbb kelta település a Kárpát-medence nyugati felén volt, de feltehetően a túlnépesedés miatt előbb keleti, majd déli—délkeleti irányban kezdtek terjeszkedni.
A kelta betörések az i. e. 3. században érték el csúcspontjukat, amikor behatoltak Makedónia, Trákia, Illíria, Epirusz és Görögország területére. I. e. 281-ben nagy hadjáratot indítottak a Nagy Sándor halála után meggyengült Makedónia ellen, majd behatoltak az ókori Görögország területére. Bár i. e. 278/277-re a behatoló seregeket legyőzték, a támadók egyik serege átkelt Anatóliába, és az utánuk elnevezett területen, Galatiában telepedtek le.

## Kelta betelepülés Délkelet-Európába
Az i. e. 4. században kezdődtek meg a nagy kelta népvándorlások, amelynek hátterében feltehetően a túlnépesedés állhatott. Megjelentek Itáliában és rövid időre Rómát is elfoglalták, de keleti irányú terjeszkedésük során megjelentek a Kárpát-medencében is. A vándorlások során két fő útvonalat követtek: a Duna folyása mentén dél-délkeleti irányba, illetve Itáliából keleti irányba terjeszkedtek. A korabeli legendák szerint 300 000 kelta költözött Itáliába és Illíriába. Az i. e. 3. századra a Kárpát-medence őslakosai szinte teljesen beolvadtak a hódító keltákba és Pannóniába helyeződött át a kelta La Tène-kultúra súlypontja. A legtöbb kelta település maradványaira Nyugat-Dunántúlon bukkantak, viszonylag kevés lelet maradt fenn a Tiszántúlon, illetve a Száva folyótól délre. A betelepülő kelta csoportok viszonylag gyorsan birtokba vették a Pannon-síkság termékeny területeit és művelés alá vonták a mai Szlovénia területén található bányákat is, saját művészeti stílusuk alakult ki (ún. nor-pannon kultúra).

## Első kalandozások
A kelta betelepülés időszakában a politikai helyzet igen ingatag volt a Balkán-félszigeten. Az itt letelepült törzsek közül előbb az egyik, majd a másik nyerte el az uralmat a szomszédos törzsek felett, bizonyos mértékig befolyása alá vonva ezeket, de nem születtek stabil államalakulatok. Az egyes törzsek harcosai rendszeres hadjáratokat szerveztek, bizonyos területeket meghódítva kizsákmányolták az ott élőket. Az Illíria területén élő törzsek szinte állandóan háborúskodtak a makedónokkal. Bár Nagy Sándor haláláig a kelták nem mertek betörni Makedónia területére, kisebb-nagyobb hadjáratokat már ekkor is indítottak az illírek ellen. Bár ebből a korszakból viszonylag kevés információ áll rendelkezésre, ismert, hogy a kelták elsőként az illír autariaták törzsét győzték le, akik a Morava folyó völgyét és környékét uralták.
I. e. 335-ben a kelták követeket küldtek Makedóniába, elsősorban azért, hogy hódoljanak Nagy Sándor előtt, de feltehetően már ekkor fel akarták mérni a makedón állam katonai erejét. Nagy Sándor halála után (i. e. 323) kelta seregek egyre több betörést hajtottak végre a Balkán déli részén, fenyegetve Makedóniát és a görög városállamokat is. 310-ben Molistomos kelta hadvezér mélyen behatolt az illír törzsek területére, uralma alá hajtva a dardán, paion és triballosz törzseket. A kelta fenyegetés miatt a makedón király, Kasszandrosz (i. e. 305 – i. e. 297) védelmébe fogadta korábbi ellenségeit, az illír törzsek maradékait. I. e. 298-ban a kelták betörtek Trákiába és Makedóniába, de a Haemus-hegység mellett súlyos vereséget szenvedtek Kasszandrosztól. Egy másik kelta hadsereg azonban Cambaules vezetése alatt nagy területeket foglalt el Trákiában.

## Betörések az ókori Görögország területére

### A „nagy hadjárat”
I. e. 281 fordulópontot jelentett a Balkán déli része felé irányuló kelta hadjáratokban. Lüszimakhosz halála után Trákia és Makedónia annyira meggyengült, hogy megnyílt az út a nagyszabású, déli irányú hadjáratok előtt. A későbbi korokban élt történetírók eltérő okokat hoztak fel a nagyszabású kelta hadjáratok okaiként: Pauszaniasz a zsákmányszerzést, Iustinus a túlnépesedést, míg Memnón éhínséget hozott fel elsődleges okként. Pauszaniasz szerint elsőként egy kisebb sereg kelt útra Cambaules vezetése alatt, de hamarosan visszavonultak, amikor rájöttek, hogy számbeli hátrányban vannak.

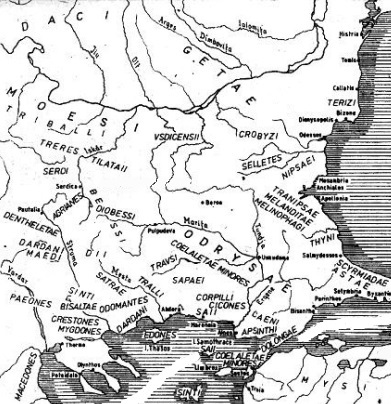
A kelta betörések útvonalai

I. e. 280-ban egy hatalmas sereg, kb. 85 000 harcos indult Pannóniából és három oszlopban vonultak délre. Kb. 20 000 fő, Cerethrius vezetése alatt Trákia és a triballok törzse ellen vonult. Egy másik hadoszlop, Brennus és Acichorius vezetésével a paion törzs ellen indult és a harmadik hadoszlop, Bolgios vezetésével Makedónia és az illírek ellen vonult.

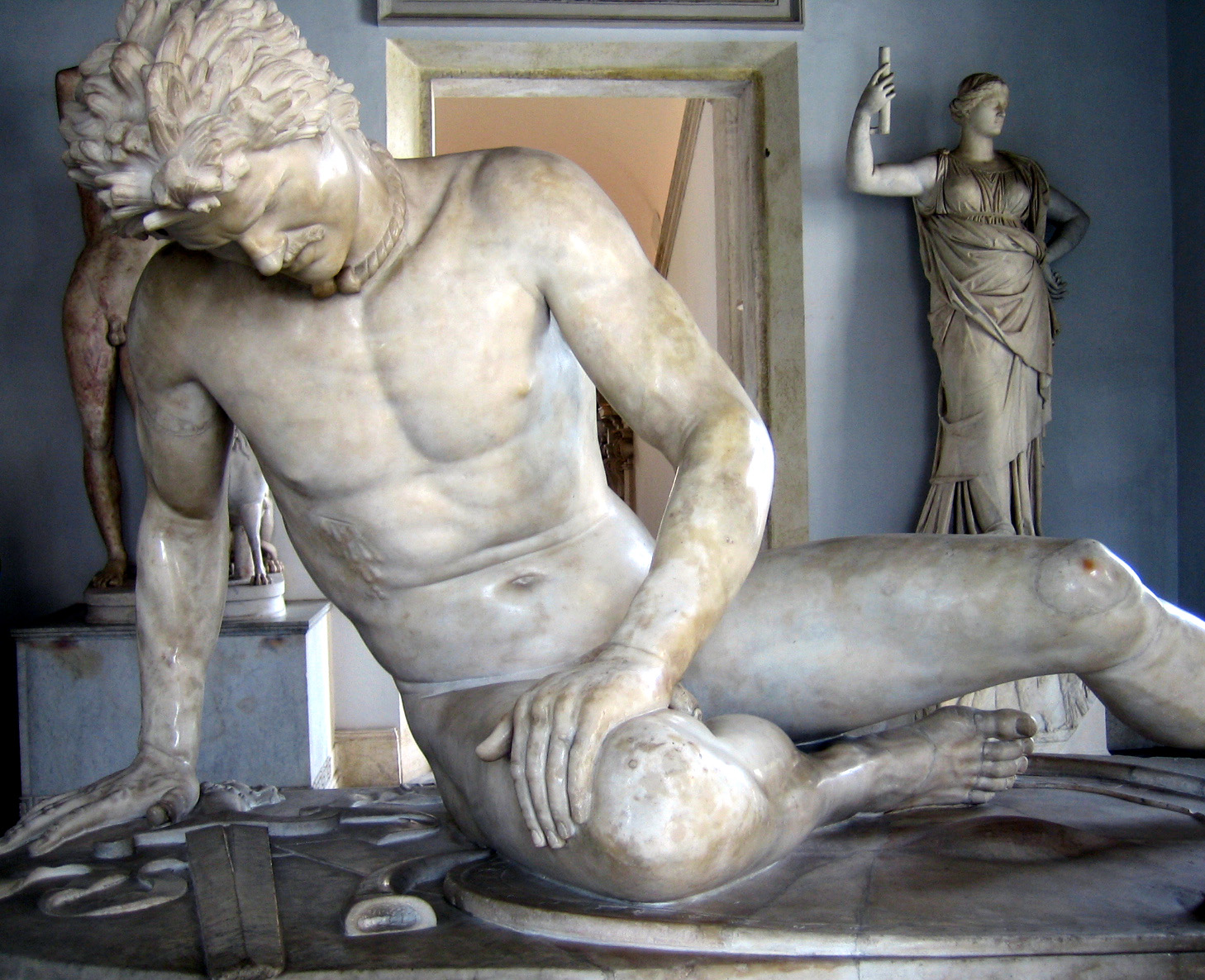
A haldokló gall – a kelták felett aratott győzelemnek emléket állító görög szobor római kori másolata, jelenleg Rómában látható.

Bolgios súlyos vereséget mért a makedón seregre, és elfogta, majd lefejezte az ifjú makedón uralkodót, Ptolemaiosz Keraunoszt is. Azonban a makedón Szosztenész ellenállása láttán Bolgios serege nem nyomult tovább, és zsákmányukkal együtt visszafordultak Pannónia felé. Szosztenészt és seregét Brennus megtámadta és legyőzte, majd ezek után szabadon rabolták ki Makedóniát.
Miután mindhárom seregtest visszatért Pannóniába, Brennus meggyőzte a hadvezéreket, hogy a következő évben ismét közös expedíciót indítsanak Görögország területére, amelyet ő és Acichorius vezetett. A korabeli források 152 000 gyalogost és 24 400 lovast említenek, de feltehetően nem volt ekkora a sereg. A lovaskatonák száma feltehetően csak feleennyi volt: Pauszaniasz szerint minden kelta lovast két, szintén lovas szolga kísért, akik uruknak átadták lovukat, ha az megsebesült a csatában, illetve elfoglalták helyét, ha elesett.

## A thermopülai csata (i. e. 279.)
A behatoló kelta sereggel szemben a Korinthosztól északra élő görög törzsek egyesített serege vette fel a harcot és a Thermopülai-szorosban eltorlaszolták a kelták útját. Az első támadásokban Brennus serege nagy veszteségeket szenvedett, ezért úgy döntött, hogy a sereg egy részét Acichorius vezetésével Aitólia ellen küldi. Az aitóliai különítmény, várakozásának megfelelően, hazatért és a lakosság segítségével sikeresen vette fel a harcot a kelták ellen, elsősorban gerillataktikájuknak köszönhetően. Pauszaniasz szerint az Aitólia ellen küldött seregnek csak a fele tért vissza. Végül Brennus megtalálta a módját, hogyan kerülje meg a Thermopülai-szorost, de ekkor a görög védők a tengeren át elmenekültek.

### Támadás Delphoi ellen

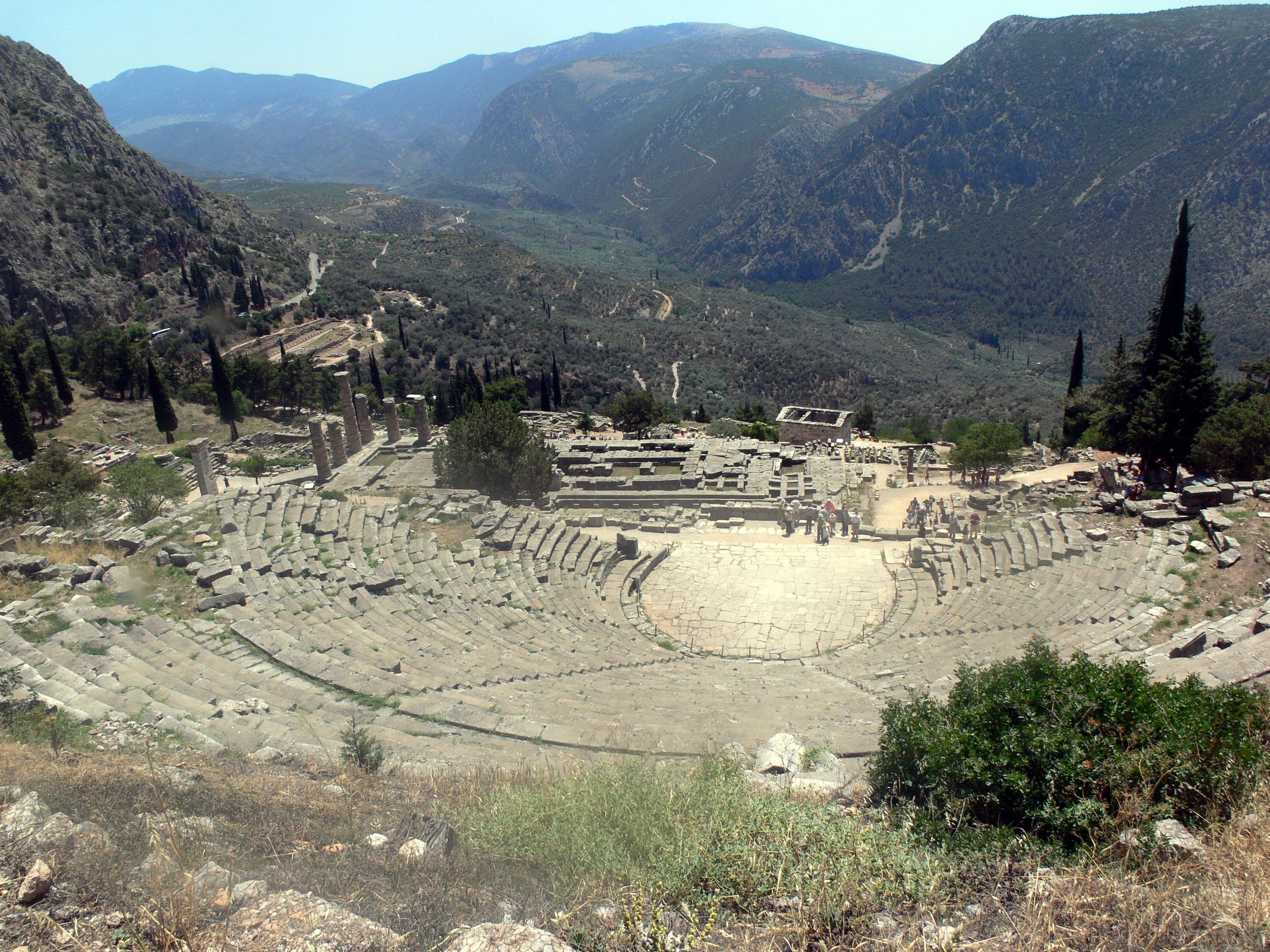
A Delphoi színház maradványai

A thermopülai szoros áttörése után Brennus Delphoi ellen vezette seregét, ahol ismét összecsaptak a görög sereggel. Pauszaniasz és Iustinus szerint a keltákat meglepte egy heves vihar, amely lehetetlenné tette csapataik mozgatását, majd a fagyos éjszakát követően a görögök bekerítették és megtámadták őket. A csatában Brennus is megsebesült és a kelták visszavonultak, miután mozgásképtelen sebesültjeiket megölték. Aznap éjszaka heves viták törtek ki a kelta táborban és eluralkodott rajtuk a pánik annak ellenére, hogy visszatértek Acichorius csapatai. Másnap a görögök támadása elől megfutamodtak és a sebesült Brennus öngyilkos lett. A kelták Thesszália felé vonultak vissza, ahol a thesszaloszok és malisziak serege megsemmisítő vereséget mért rájuk.

## A görög hadjárat után

A kelta Volcae nép származása és vándorlásai

Bár a nagy görög hadjárat bizonyos szempontból katasztrofális eredménnyel járt a kelták számára, Görögország megszállása sosem volt céljuk, csak a zsákmányszerzés érdekében indították hadjárataikat. És bár a görögöktől vereséget szenvedtek, még mindig Európa délkeleti részének meghatározó katonai erői voltak.
A görög hadjárat túlélőinek egy része Comontoris (Brennus egyik hadvezére) vezetésével Trákiában telepedett le, Tülisz néven egy rövid életű városállamot hoztak létre. Egy másik kelta csoport, amely 281-ben elszakadt Brennus főseregétől, I. Nikomédész, Bithünia uralkodójának szolgálatába állt, aki Kis-Ázsiába küldte őket, hogy támogatásukkal legyőzze bátyját és megszilárdítsa uralmát. A kelták végül itt, a róluk elnevezet Galata környékén telepedtek le. Mivel a környéket rettegésben tartották rendszeres rablóhadjárataikkal, I. Antiokhosz Szótér szeleukida uralkodó legyőzte őket és Galatából áttelepítette őket Anatólia belső, sivatagos részére.
A Balkán északi részén az i. e. 4. századtól az i. e. 1. századig a kelta csoportok meghatározó szerepet játszottak. A boiok tartották ellenőrzésük alatt Pannónia északi részét, többek között a mai Szlovákia területét is. Laza konföderációt hoztak létre a Pannónia többi részén élő törzsekkel, többek között a Száva völgyében élő tauriszk, az anart, az Osi és gotin törzsekkel. A Száva alsó folyását a szkordiszkusz törzs tartotta ellenőrzése alatt.

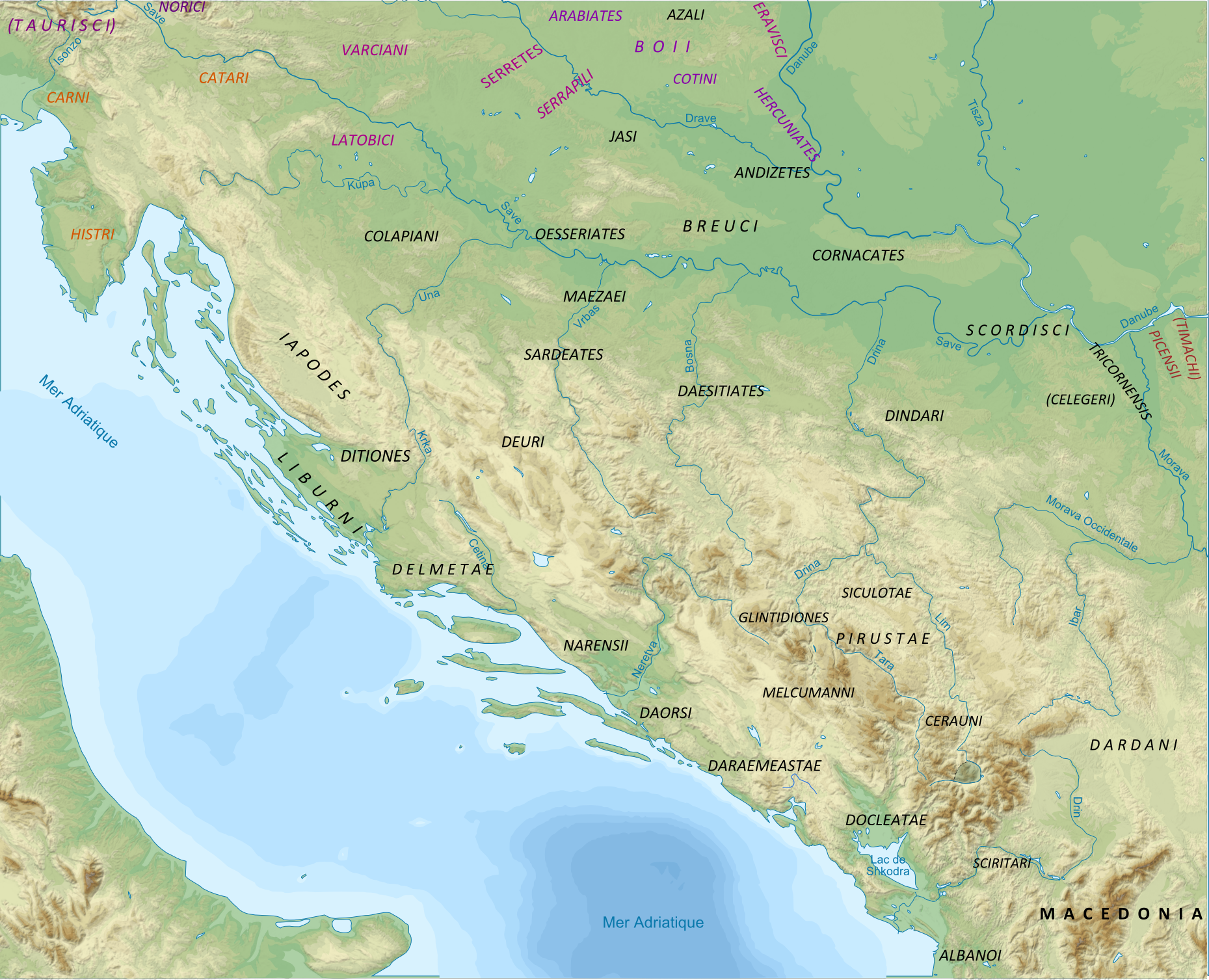
Kelta törzsek Pannóniában és Dacia nyugati részén, i. e. 50 körül

Az i. e. 1. század második felében kezdődött a kelta hanyatlás. Miután Boirebisztasz legyőzte a boiok konföderációját, a kelták egyre kevésbé tudták ellenőrizni a Kárpát-medencét. A történeti források további betelepüléseket is említenek, mint pl. a hercuniates és a latovikok, de ezek mögött feltehetően csak a boiok birodalmának felbomlása után önállósodó törzsek állnak. A rómaiak ugyanekkor a pannon–illír származású azal törzset Pannónia északi részére telepítették, hogy tovább csökkentsék a kelták befolyását a térségben. A keltákat új törzsi szövetségek váltották fel, mint pl. a markomannok vagy a jazigok. Etnikai önállóságukat fokozatosan elvesztették, ahogyan beolvadtak a környező germán, dák, illír törzsekbe, bár egyes helyeken a kelta helységnevek az i. sz. 3. századig fennmaradtak.